# Eutelia hayesi
Eutelia hayesi là một loài bướm đêm trong họ Noctuidae.